# Zuschauerraum

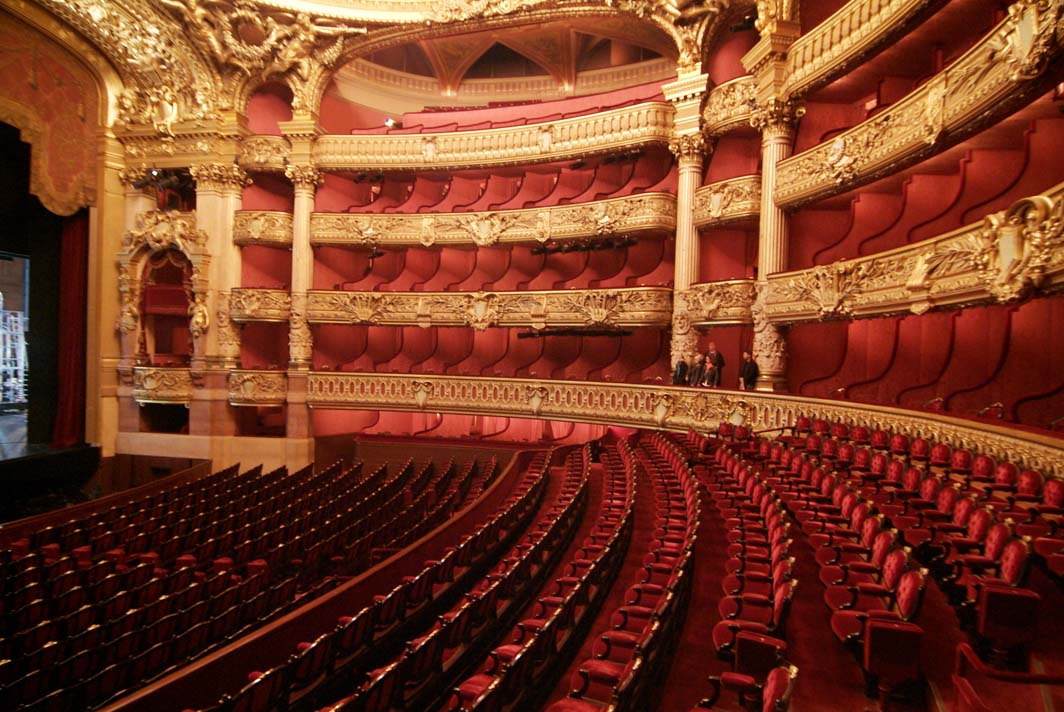
Zuschauerraum der Pariser Opéra Garnier mit Parkett- (vorne im Bild) und Logenplätzen (siehe auch Artikel Loge).

Ein Zuschauerraum oder Zuschauerbereich ist ein meist geschlossener Raum, der Zuschauern oder Zuhörern im Auditorium Platz zum Sitzen und/oder Stehen bietet, um sich etwas anzusehen (beispielsweise in einem Opernhaus, Theater, Kino oder einem Stadion). Dabei kann es sich jedoch auch um offene Räume handeln, wie es beispielsweise bei sportlichen Wettkämpfen oder Freilichtbühnen vorkommt.

## Funktion
Wichtig ist die räumliche Trennung des Publikums von den Akteuren auf der Bühne oder in der Arena. Zuschauerräume sollten so angelegt sein, dass von allen Plätzen das Geschehen akustisch und optisch gut verfolgt werden kann. Oftmals ist der Zutritt zu diesem Bereich nur mit einer Berechtigung, einer sogenannten Eintrittskarte, möglich. Dabei kann die Karte sowohl als Nachweis dienen, dass der Eintrittspreis bezahlt wurde, als auch dazu, dass nicht mehr Zuschauer eingelassen werden, als Plätze vorhanden sind. Daher ist sie aus sicherheitstechnischen Gründen auch bei Gratisveranstaltungen häufig erforderlich. Bei Wettkämpfen dient der separate Zuschauerraum zudem dazu, dass das Publikum geschützt untergebracht wird, um Verletzungen durch Gegenstände zu verhindern. Dazu kann es erforderlich sein, diesen Raum mit zusätzlichen Sicherungsmaßnahmen zu versehen, wie es beim Eishockey, Hammer- oder Diskuswurf der Fall ist. Es gibt auch Räumlichkeiten, die nur zeitweise als Zuschauerraum dienen, wie beispielsweise die Aula einer Schule. Die Anforderungen, die an solche Zuschauerbereiche gestellt werden, sind in Verordnungen festgelegt. In vielen Bereichen müssen die Normen für die Einhaltung der Sicherheit von Zuschauern beachtet werden.

## Sicherheitstechnik
Um einen Veranstaltungsort bzw. dessen Zuschauerraum nutzen zu können, ist eine bauaufsichtliche Genehmigung notwendig, die den besonderen Aspekten von Brandschutz und Sicherheit beim Aufenthalt einer Vielzahl von Menschen in einem Raum Rechnung trägt. Darin wird festgelegt, wie viele Zuschauer maximal eingelassen werden dürfen. Diese Zahl ist abhängig von der Größe des Raums und von der Art und Anzahl der Fluchtwege.
Im Zuschauerraum muss eine festgelegte Zahl von Sicherheitspersonal (Polizei, Feuerwehr, Sanitätsdienst, privater Wachdienst) anwesend sein. Die Fluchtwege müssen so gekennzeichnet sein, dass sie auch bei abgedunkeltem Zuschauerraum gefunden werden können.

## Bauliche Gestaltung (Veranstaltungsräume)
Je nach Größe besitzt ein ortsfester Zuschauerraum innerhalb eines Gebäudes einen oder mehrere Ein- und Ausgänge. Er ist in den meisten Fällen deutlich von einer Bühne, einer Manege oder einem Rednerpodium getrennt, sei es nun durch eine Rampe oder eine Absperrung. Während Bühne und dergleichen über verschiedenartige, auch farbige Lichtquellen verfügen, besitzt der Zuschauerraum oft eine leicht zu dimmende Beleuchtung (Theater, Kino).

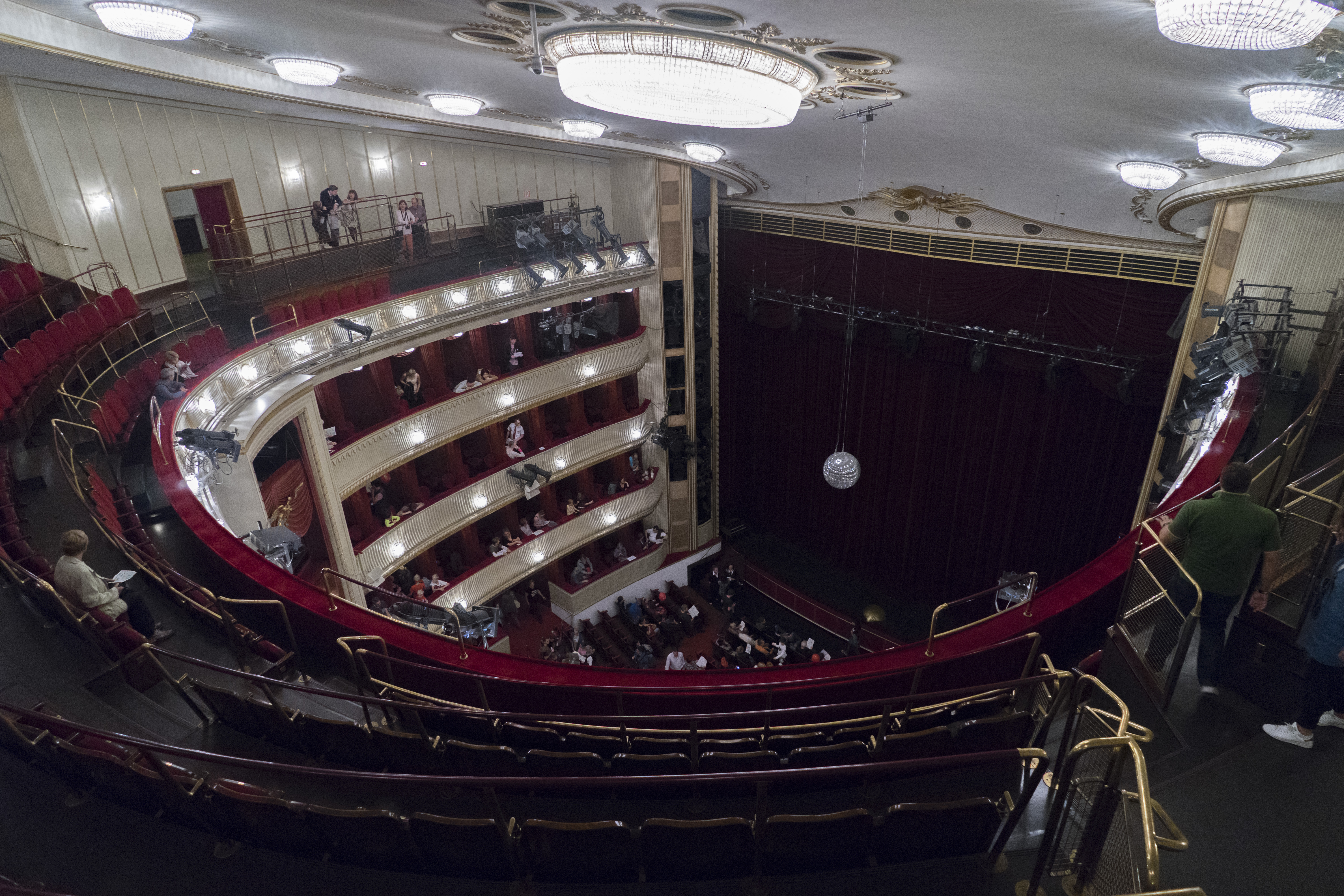
Blick von dem Galerie oder „Olymp“ genannten höchsten Rang in den Zuschauerraum des Burgtheaters in Wien.

Der Zuschauerraum eines Theaters besteht, je nach Größe, aus einem Parkett und einem oder mehreren Rängen. Vor allem die im 19. Jahrhundert erbauten Theater sind zumeist in italienischer Manier gestaltet, d. h. mit einem hufeisenförmigen Auditorium, in dem sich die Ränge oberhalb des Parketts zumeist ein- oder zweireihig an der gebogenen Wand befinden. Je nach der jeweiligen Lokalität sind die Ränge einfach durchnummeriert oder werden als Balkon (v. a. der erste Rang) oder Galerie (v. a. der oberste Rang) bezeichnet. Kleinere Stadttheater besitzen oft nur einen Rang, größere Opernhäuser aber bis zu fünf (z. B. das Nationaltheater München).
Das Parkett hat in vielen Fällen einen rückwärtig ansteigenden Boden oder unterschiedliche Höhenniveaus, die durch kurze Treppen miteinander verbunden sind. Dadurch wird es den weiter hinten sitzenden oder stehenden Zuschauern ermöglicht, einen besseren Blick auf die Bühne zu erhalten.
Eine Zuschauerloge ist ein abgegrenzter Bereich mit einer bestimmten Anzahl von Sitzplätzen, der früher nur als Ganzes gebucht werden konnte. Vielfach hat jede Loge eine eigene Eingangstür, so dass sie vom Foyer aus direkt betreten werden kann. Solche Logen waren früher einflussreichen Persönlichkeiten vorbehalten. Heute kann man in den meisten Veranstaltungsstätten Logenplätze auch einzeln im normalen Kartenverkauf erstehen.
In manchen Fällen ist der Zuschauerraum in Form einer Arena gestaltet (Fußballstadion, Zirkuszelt, Arena di Verona, Kolosseum). In diesem Fall umschließt der Zuschauerbereich den Schauplatz des Geschehens in runder oder ovaler Form zur Hälfte oder auch zur Gänze. Die Sitzreihen sind dabei auf einem Gerüst oder einem natürlichen Kessel sehr steil hintereinander angeordnet.

Beispiele für Zuschauerräume
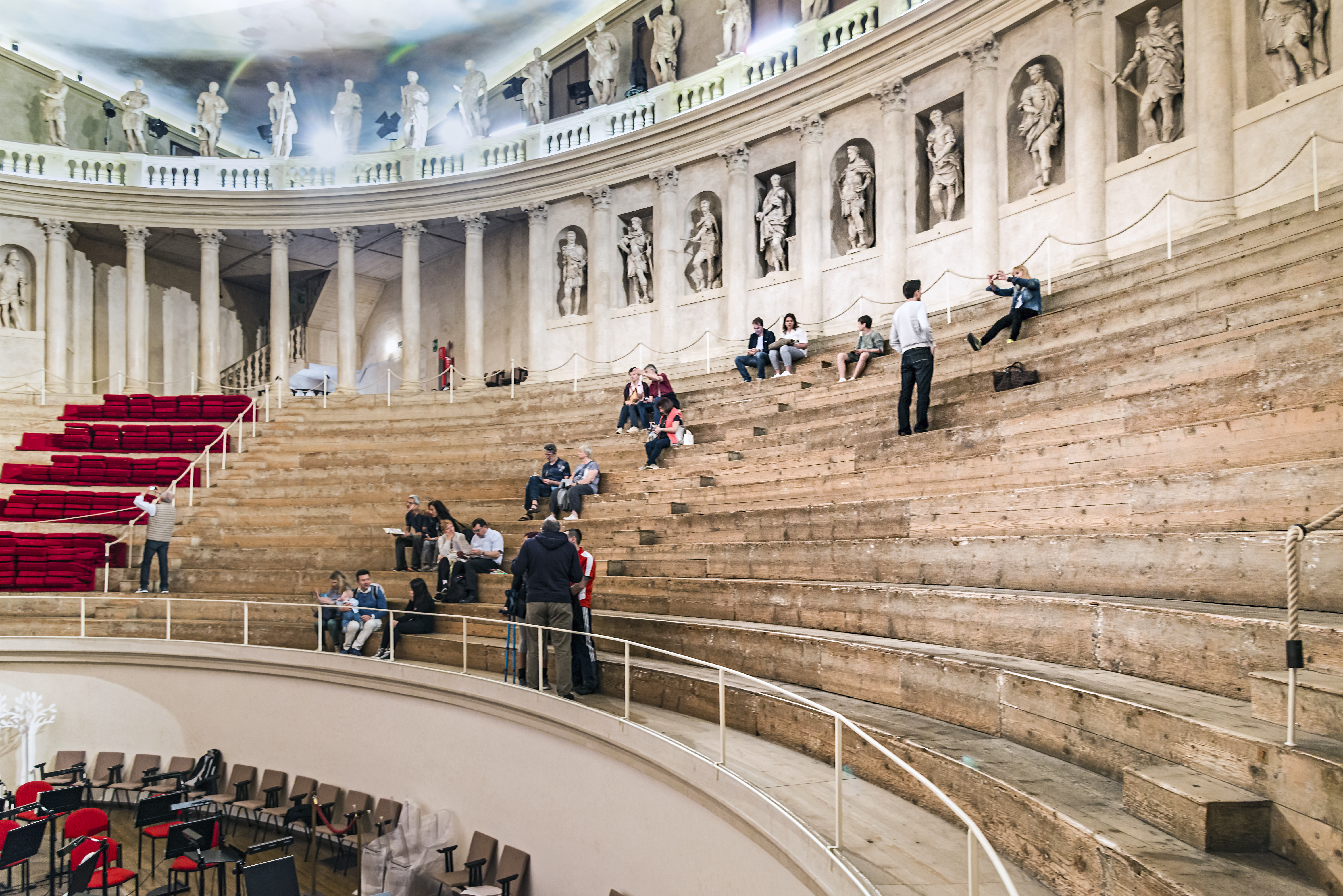
Halboval mit stufenförmig aufsteigenden Sitzreihen, Teatro Olimpico (1580, Palladio)
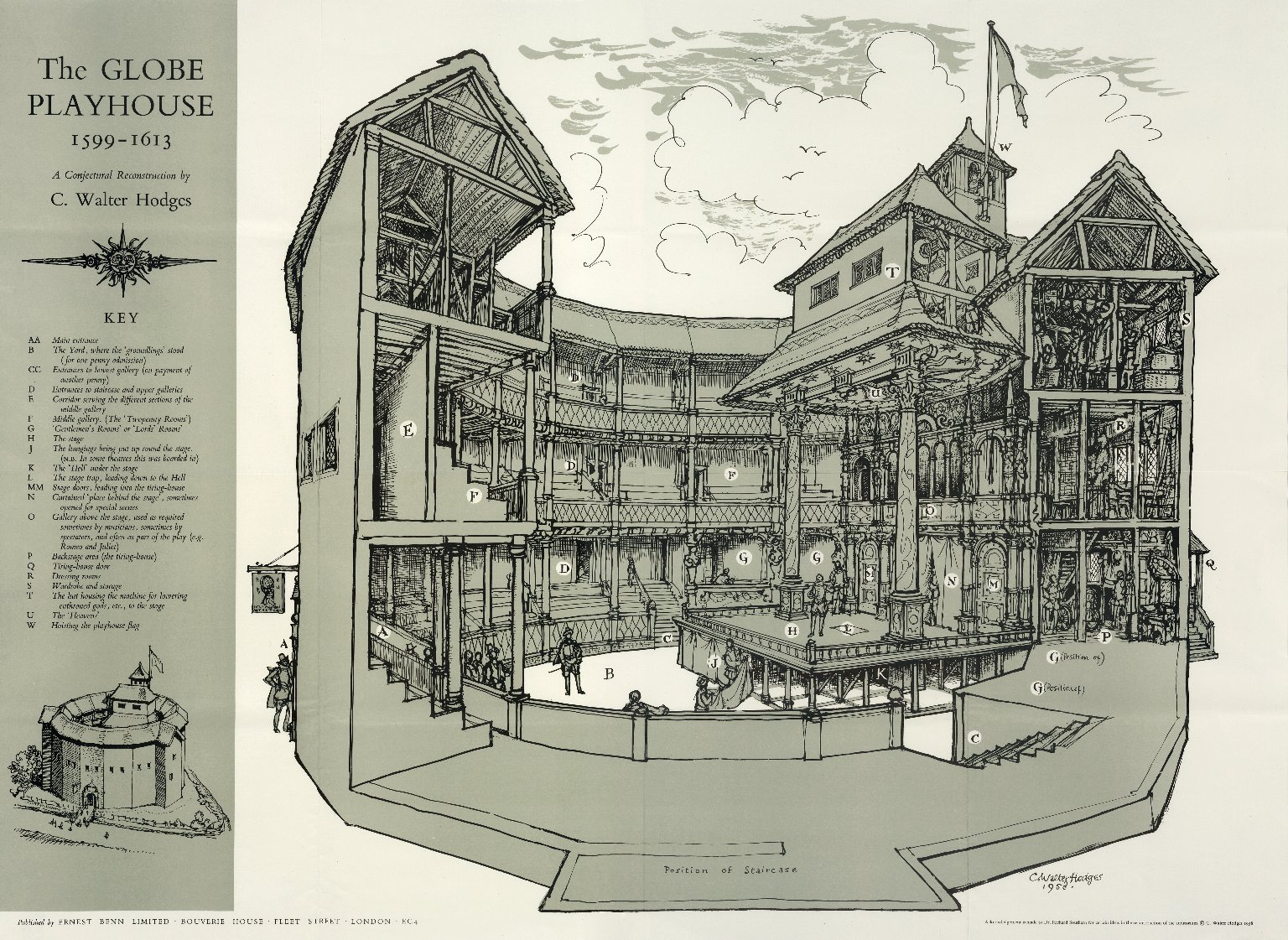
Stehplätze im Innenhof und bedeckte Zuschauerränge der Shakespearebühne „Globe Theatre“ (1599)
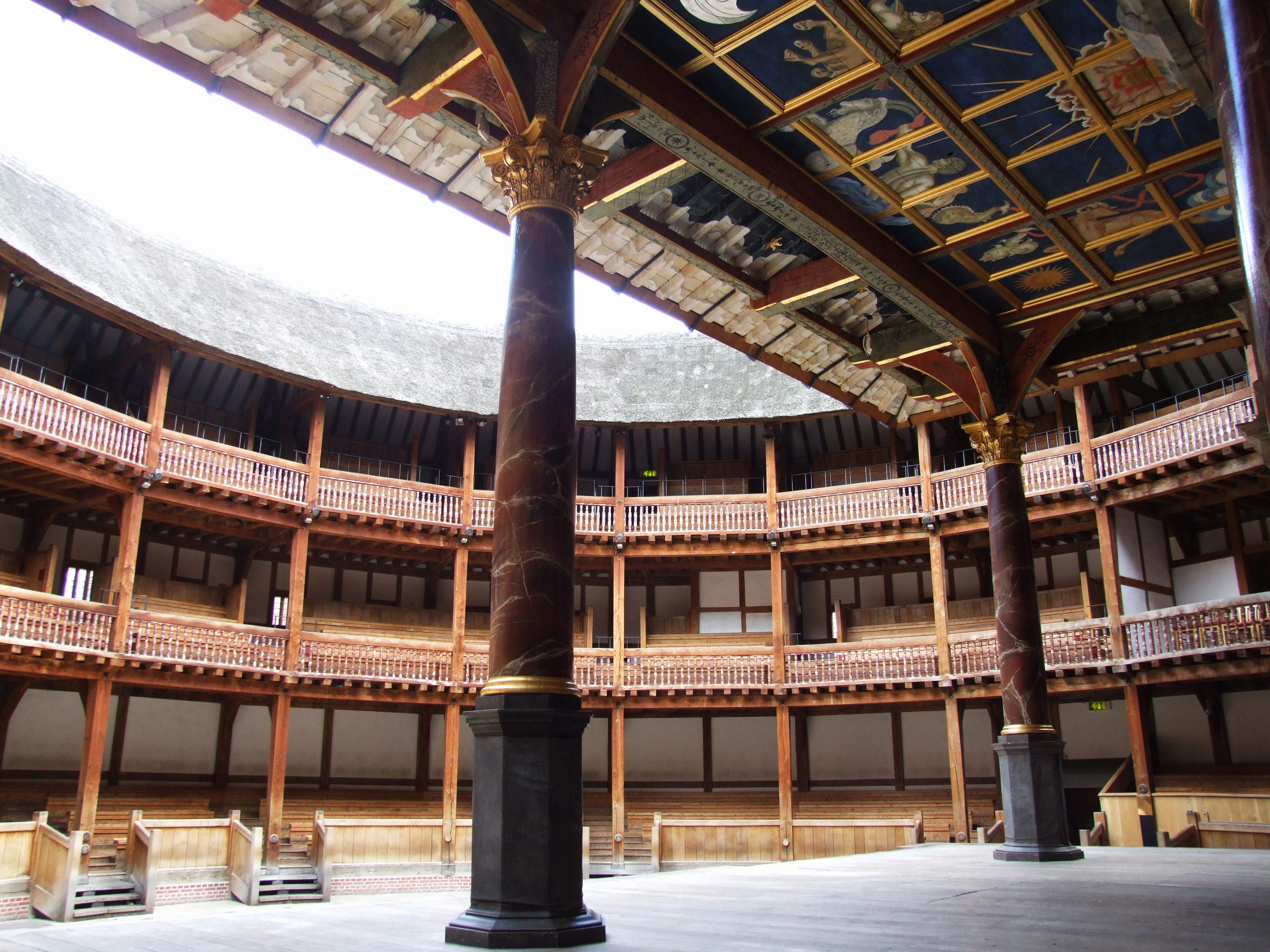
Shakespeare’s Globe (1997). Rekonstruktion des ursprünglichen Globe Theatre
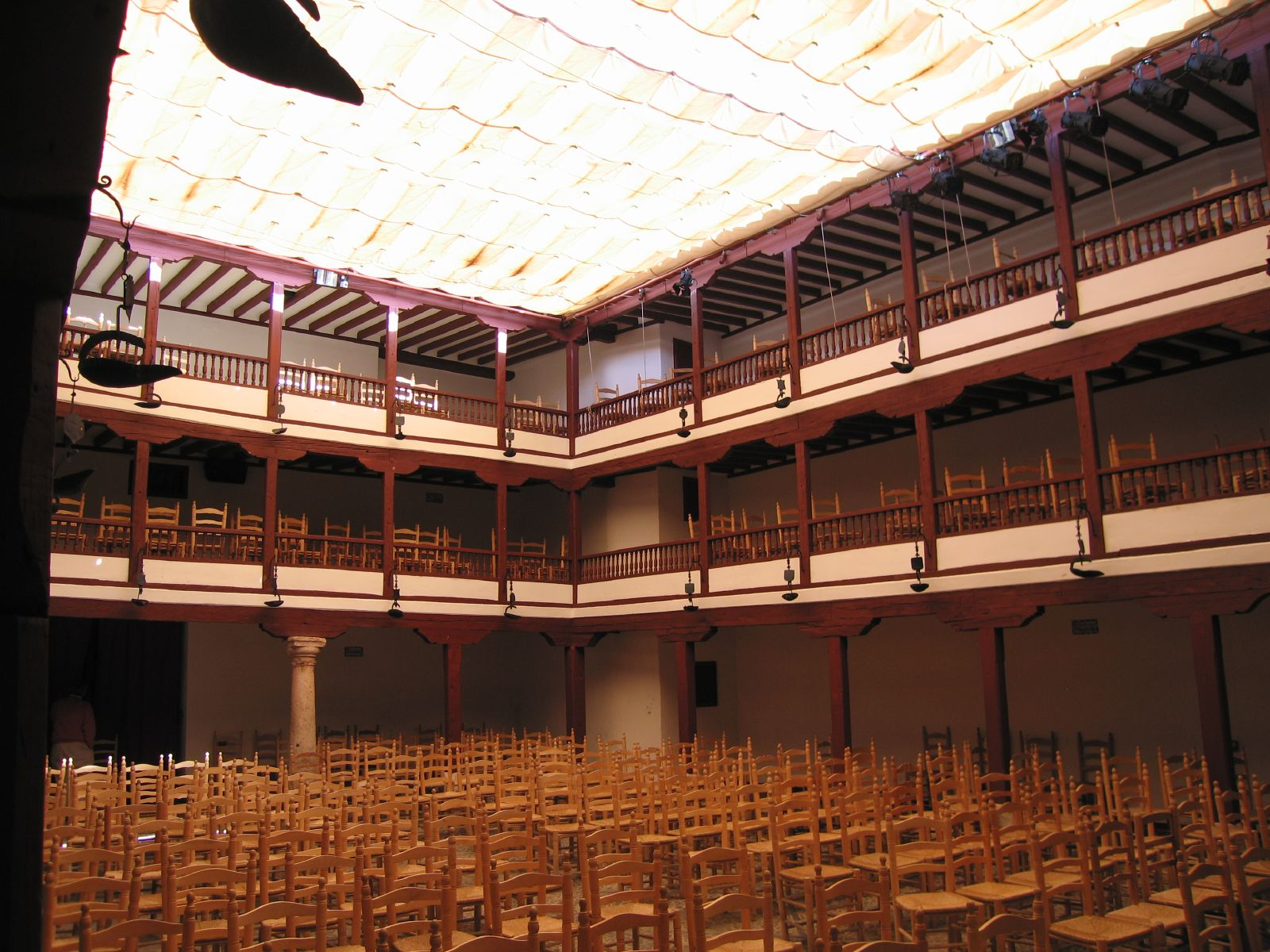
Bestuhlter Hof mit Sonnenschutzsegeln, überdachte Zuschauerränge im Corral de comedias (Anfang 17. Jh.)
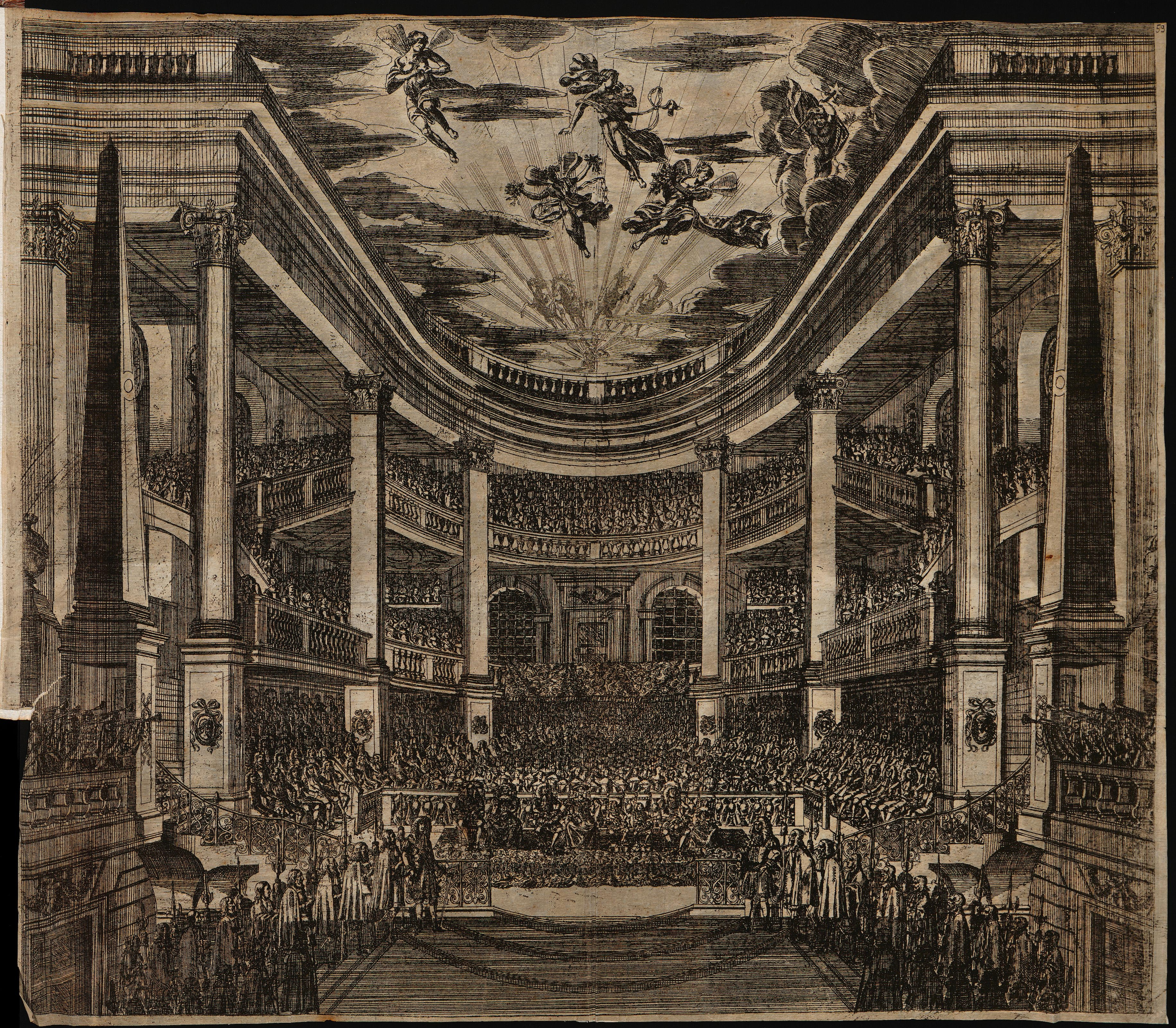
Zweirangiger Zuschauerraum mit Prosceniumlogen im Opernhaus am Taschenberg, Dresden
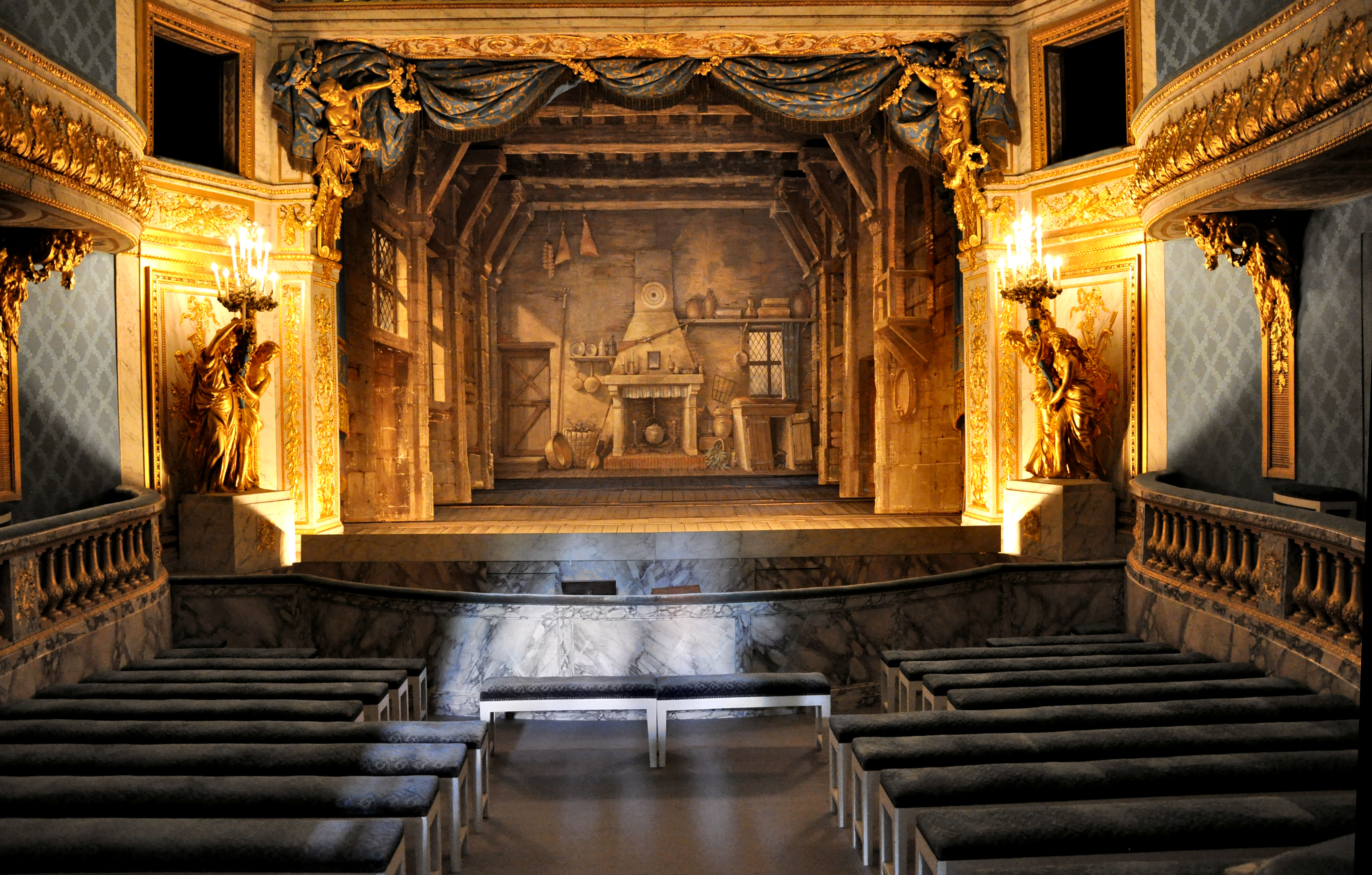
Zuschauerraum und Bühne im Théâtre de la Reine
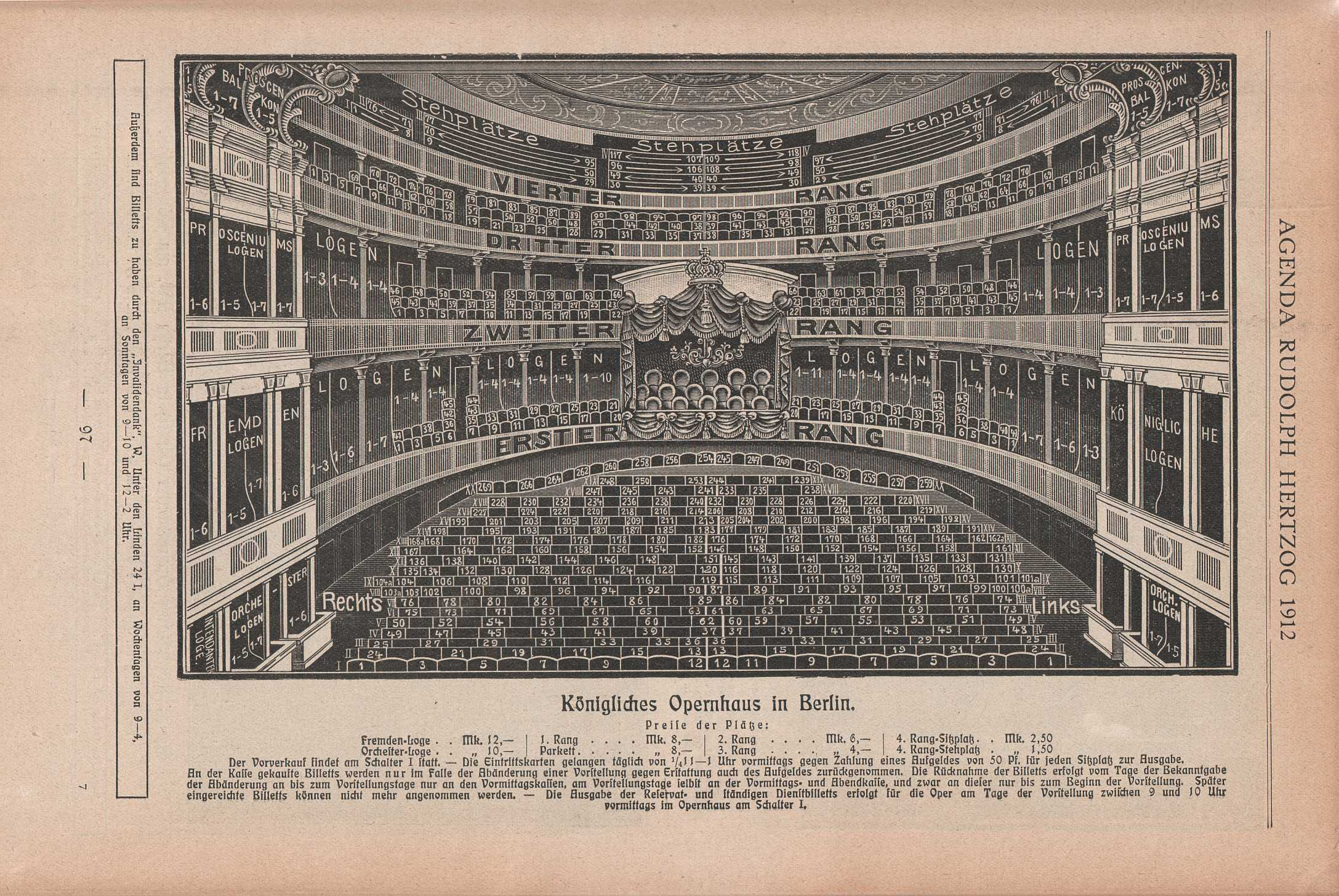
Vierrangiger Zuschauerraum mit Mittel- und Proszeniumlogen, Königliches Opernhaus Berlin nach dem Wiederaufbau
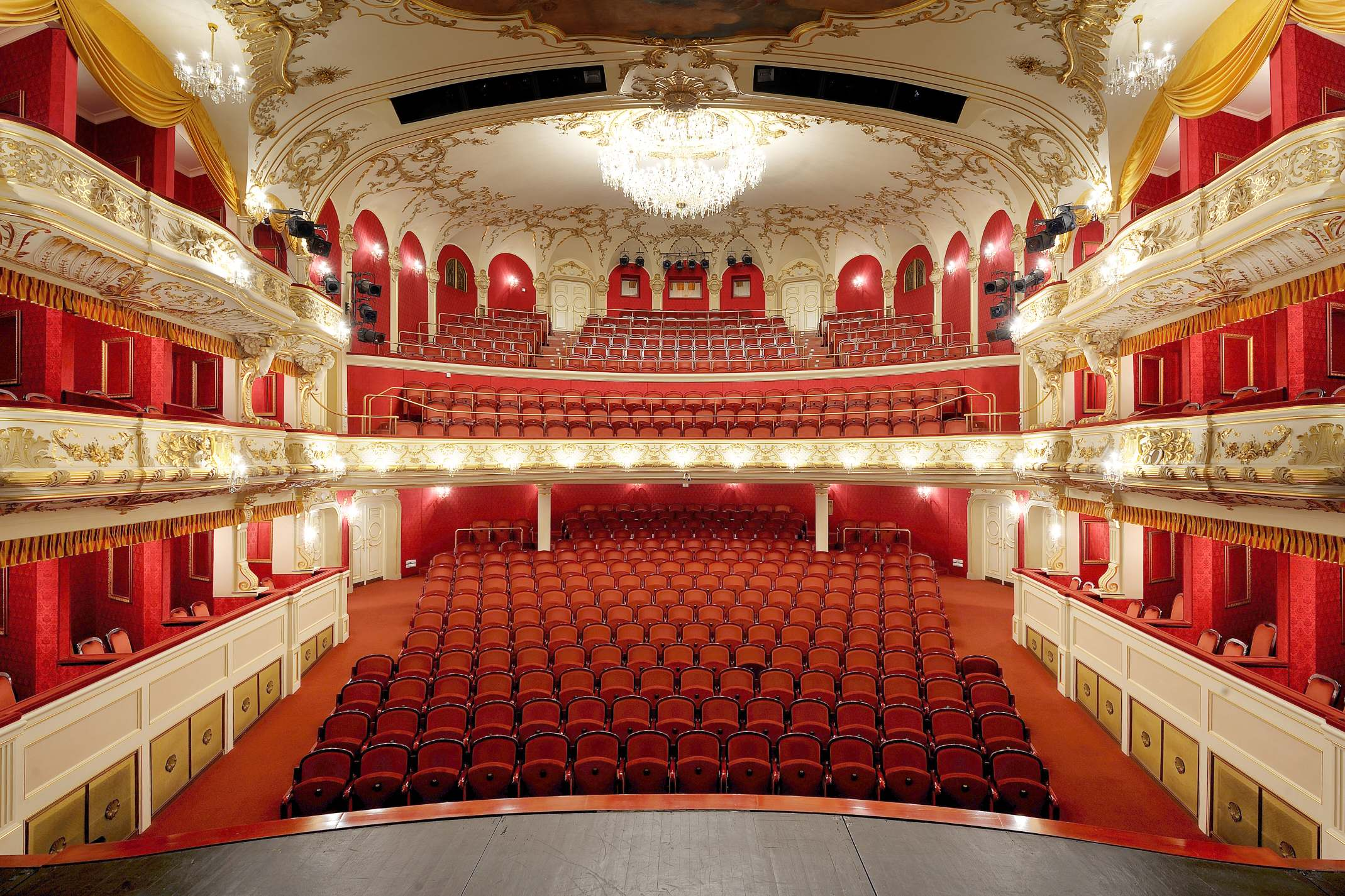
Neobarocker Zuschauerraum im Antonín-Dvořák-Theater in Ostrava
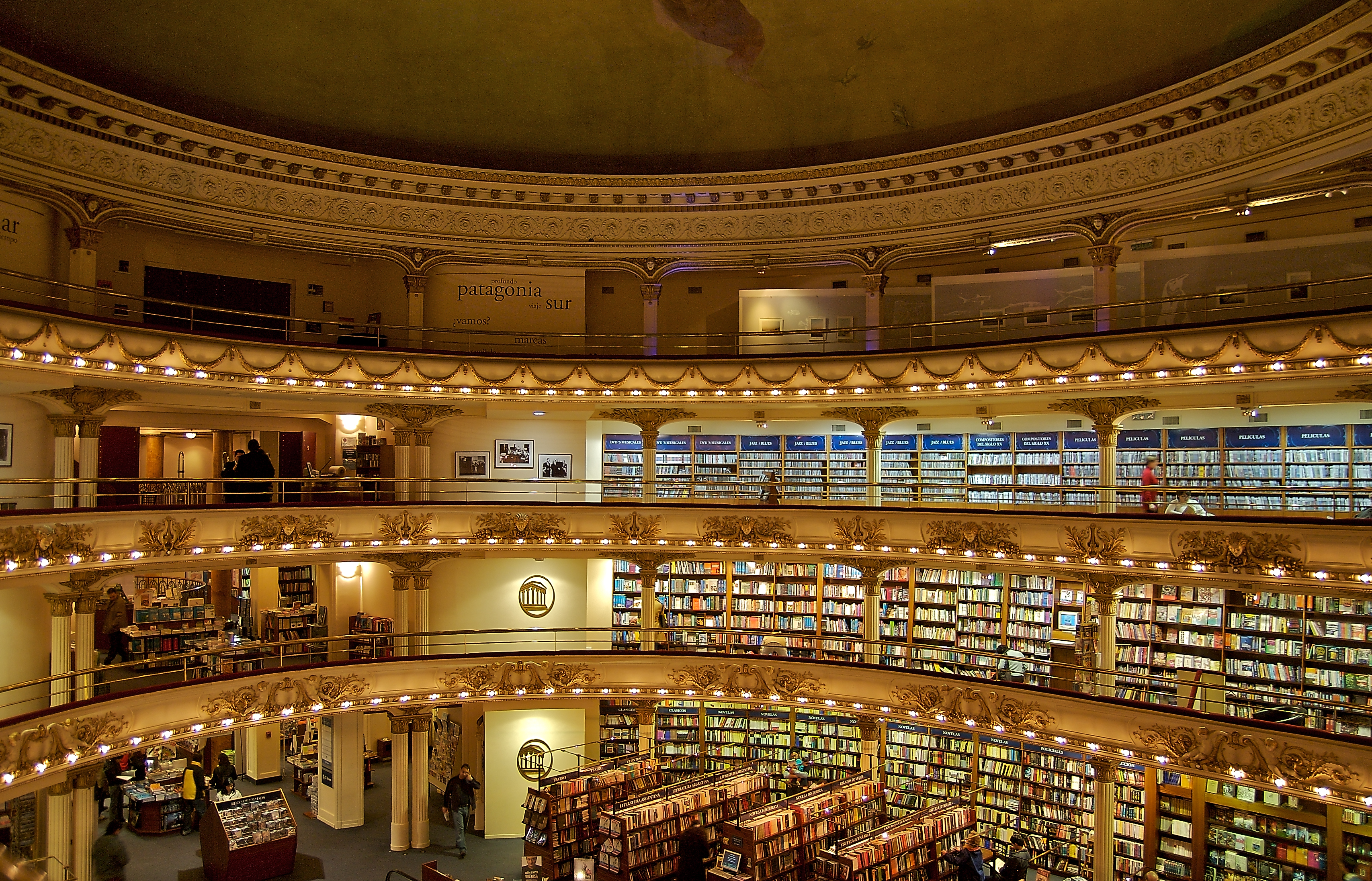
Dreirangiges ehemaliges Theater- und Konzerthaus Grand Splendid, Buenos Aires
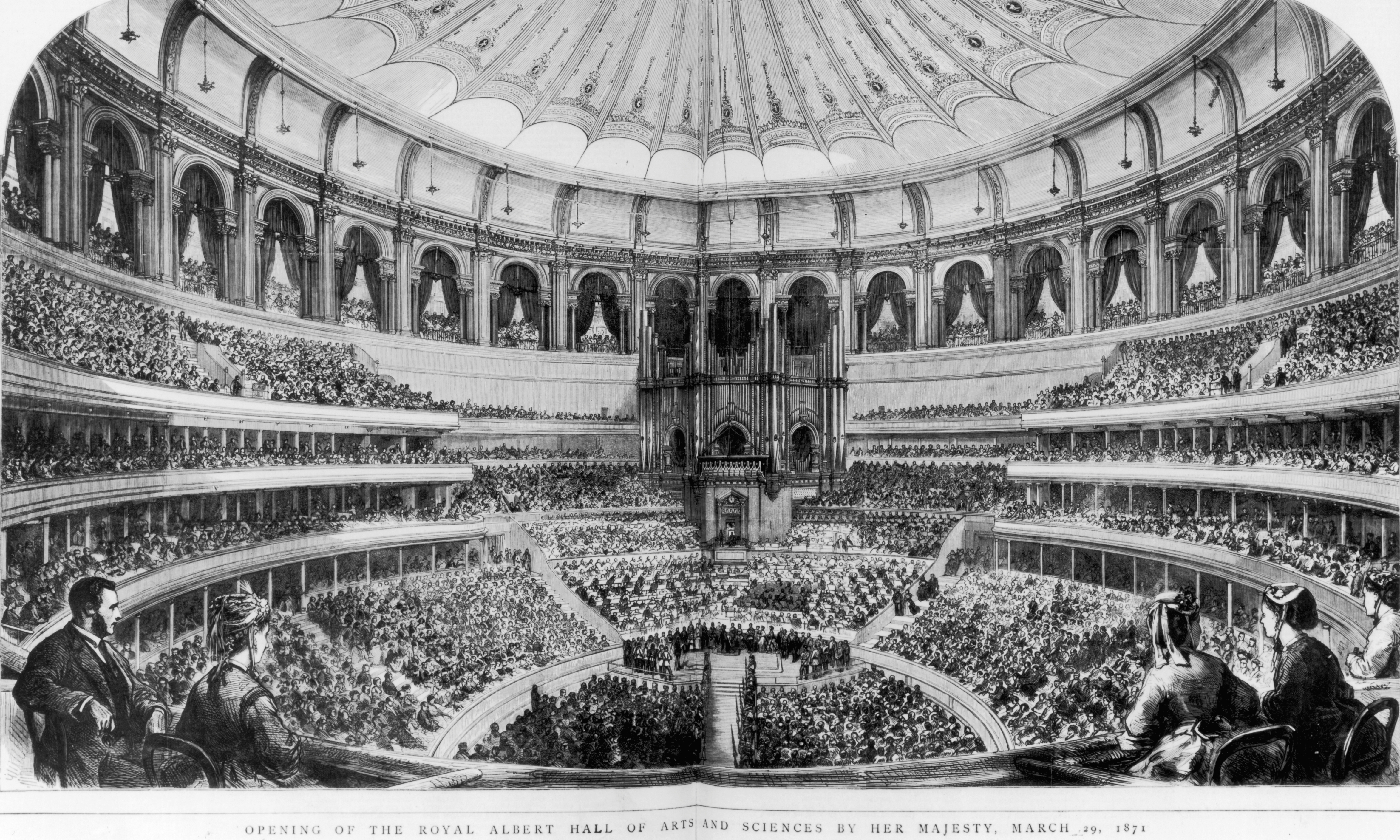
Drei amphitheatralisch zurückversetzte, aufsteigende Ränge mit einem Logenrang der Royal Albert Hall, London
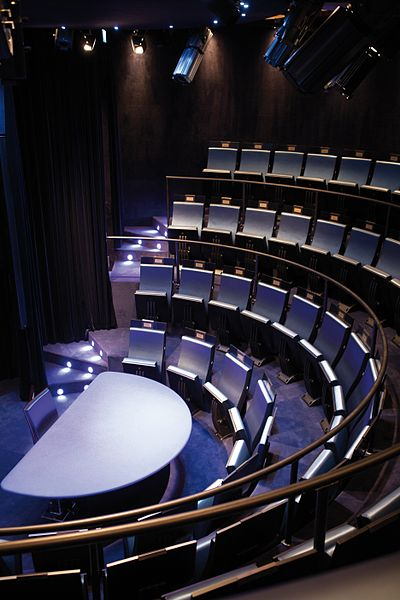
Amphitheatralisch gestalteter Saal der Kleinkunstbühne Krist & Münch – Table Magic Theater, München

## Ausstattung
In Veranstaltungsstätten, die für verschiedene Zwecke genutzt werden, ist die Ausstattung des Zuschauerraums variabel. Je nach Veranstaltung kann er als reiner Stehplatzbereich dienen, mit Stuhlreihen versehen werden (oft mit hochklappbaren Sitzflächen) oder mit Tischen und Sesseln ausgestattet sein.
Ausstattung für verschiedene Veranstaltungstypen:
- Oper, Theater, klassische Konzerte: Stuhlreihen und im rückwärtigen Bereich einige Stehplätze.
- Kino: Stuhlreihen, keine Stehplätze, „Logen“ sind oft normale Stuhlreihen, bei denen jeweils zwei Sitzplätze mit kleinen Trennwänden abgeteilt sind.
- Kabarett, Kleinkunst, Lesungen: Tische mit Sesseln oder Stuhlreihen, meist keine Stehplätze
- Pop-, Rockkonzerte: nur Stehplätze, seltener Sitzplätze (meistens dann in Hallen oder Arenen)